# Бруњоло (Кремона)
Бруњоло је насеље у Италији у округу Кремона, региону Ломбардија.
Према процени из 2011. у насељу је живело 284 становника. Насеље се налази на надморској висини од 19 м.